# Conservatorio Superior de Música Joaquín Rodrigo
El Conservatorio Superior de Música Joaquín Rodrigo es un centro de enseñanza musical situada a la ciudad de Valencia. Imparte las especialidades de composición, dirección, interpretación (arpa, canto, clavecín, guitarra, Instrumentos de la orquesta sinfónica, Instrumentos de música antigua, jazz, órgano y piano), musicología, sonología y pedagogía. Con otros centros oficiales de la Comunidad Valenciana está integrado en el Instituto Superior de Enseñanzas Artísticas de la Generalidad Valenciana.

## Historia
Fue fundado el 1879, a iniciativa de la Real Sociedad Económica Valenciana de Amigos del País, que previamente, a mediados de XIX, había inaugurado ya una escuela de canto bajo la dirección de Pascual Pérez Gascón, organista de la Catedral Metropolitana. A su inauguración se instaló provisionalmente en el edificio denominado de Na Monforta, cerca de la calle de las Barcas; el 1882 se trasladó a otro edificio, situado en la plaza de Santo Esteve; en noviembre de 1976, coincidiendo con la celebración de su centenario, estrenó una nueva sede dentro del campus de la Universidad Politécnica de Valencia, y el 2010 se inauguró la sede actual de la calle Muñoz Suay.
Al principio fue mantenido económicamente por la Diputación Provincial y por el Ayuntamiento, hasta que el 1917 pasó a depender del Estado. En la década de los años 50, el maestro Palau, que entonces lo dirigía, consiguió para el Conservatorio la primera cátedra de Dirección de orquesta que se implantó en España. Desde el 1968 ostenta el título de Superior, e imparte exclusivamente este grado desde que, en 1997, se creó el Conservatorio Profesional, a cargo del cual quedaron los grados medio y elemental. A mediados de década de los años 80, la sección de Declamación, unida al Conservatorio desde principios del siglo XX, y la de Danza, que se había creado a los años 70, se independizaron como Escuela Superior de Arte Dramático y como Conservatorio de Danza, respectivamente, aunque continuaron compartiendo las mismas instalaciones. 
En 1991, el Conservatorio adoptó el nombre del compositor Joaquín Rodrigo. Durante los años siguientes se creó la orquesta integrada exclusivamente por alumnos del centro y dirigida por Robert Forés, que ha actuado en el Palau de la Música de Valencia y en otros auditorios españoles y ha hecho giras de conciertos por varios países de todo el mundo. Tiene así mismo en funcionamiento un Taller de Ópera, en colaboración con los departamentos de Escultura y de Audiovisuales de la Facultad de Bellas Artes de la Universidad Politécnica para los decorados y la escenografía, y el de Moda de la Escuela de Arte y Superior de Diseño para el vestuario y el diseño de los programas de mano.

## Directores
- José María Úbeda Montés (1879)
- Salvador Giner (desde el 1879)[6]
- Josep Valls (hasta su muerte el 1910)
- Ramón Martínez y Carrasco (desde el 1910)
- Josep Bellver (1924-1931)
- Francisco José León Tello
- Salvador Palau
- José Roca (1963-1966)
- Amando Blanquer (1971-1976)
- Salvador Seguí Pérez
- José Ferriz
- Vicente Ros
- José Vicente Cervera
- Eduardo Montesinos
- Julia Oliver
- Eduardo Montesinos

## Profesores destacados
- Eduard López-Chavarri
- Enrique García Asensio
- Enrique Belenguer Estela[7]
- Perfecto Garcia Chornet
- Eduardo Cifre
- Manuel Galduf
- Rosa Gil del Bosque
- Teodoro Aparicio Barberán
- Claudia Montero

## Alumnos destacados
- José Iturbi[6]
- Lucrecia Bori
- Joaquín Rodrigo
- Leopoldo Querol Roso
- Manuel Palau
- Enrique Estela
- Enrique Belenguer Estela
- Miquel Asins Arbó
- Anton García Abril
- Lluís Blandas
- Mario Monreal
- Perfecto Garcia Chornet
- Fernando Puchol
- Joaquín Soriano
- Vicent Carrizo
- Manuel Galduf
- Enedina Lloris
- Isabel Rey
- Ofèlia Sala
- Carmen Tur Melchor
- María Teresa Andrés Blasco
- José Vicente Fuentes Castilla
- Andrés Valero-Castells